# Charles Cresson
Charles Clement Cresson (San Antonio, 23 marzo 1874 – San Antonio, 27 febbraio 1949) è stato un tennista statunitense.
Disputò i tornei di singolare e doppio di tennis ai Giochi olimpici di Saint Louis 1904. Nel torneo singolare fu sconfitto ai quarti mentre nel torneo di doppio, assieme a Semp Russ, fu sconfitto sempre ai quarti.